# Chrysocolla
Het mineraal chrysocolla is een koper-aluminium-silicaat, een cyclosilicaat in verbinding met  koper en aluminium met de verhoudingsformule Cu,Al)2H2Si2O5(OH)4·n(H2O. Het is gehydrateerd. De naam komt van het Oudgriekse woorden χρυσός, chrusos, goud, en κόλλα, kolla, lijm, en is gegeven omdat het mineraal werd gebruikt om goud te solderen. Chrysocolla wordt zelden als facetslijpsel gebruikt, maar wel als cabochons of kleine gesneden stenen.
Het is doorschijnend tot opaak en groen, blauw, blauwgroen of bruin, het heeft een doffe tot glasglans, een lichtgroene streepkleur. Het heeft een orthorombisch kristalstelsel en geen splijting. Het heeft een massadichtheid van 2,15 kg/l, de hardheid is 2,5 tot 3,5 en het is niet radioactief. Vergelijkbare mineralen zijn dioptaas, shattuckiet en turkoois.
- Eilatsteen is een vergroeiing van chrysocolla met turkoois en malachiet.
- Chrysocolkwarts is een vergroeiing van chrysocolla met kwarts.

Chrysocolla is een redelijk algemeen mineraal dat vooral als begeleidend mineraal voorkomt van koper-ertsen. De typelocatie is Nizhne-Tagilsk in de Oeral in Rusland. Belangrijke concentraties zijn er in de Verenigde Staten, vooral in de staten New Mexico, Nevada, Arizona, Idaho en Californië, maar het komt ook in Mexico, Chili, Peru en Canada voor. Zeer fraaie stenen zijn afkomstig uit Israël, Zuid-Afrika, Congo, Zimbabwe, Rusland, Kazachstan, Moldavië, Duitsland, Engeland, Roemenië en Frankrijk.

## Websites
- Chrysocolla Mineral Data
- mindat.org. Chrysocolla